# 札幌トヨペット
札幌トヨペット株式会社（さっぽろトヨペット）は、北海道札幌市豊平区月寒東1条14丁目に本社を置いていたトヨペット店。アンビシャスグループ北海道傘下（旧トヨタカローラ札幌グループ）であった。2025年4月1日、AGHトヨタ札幌に統合。
道内のうち、石狩(札幌エリア)・胆振(室蘭・苫小牧エリア)・後志(小樽エリア)・空知(岩見沢エリア)・日高エリアが主な営業エリア。かつては新ひだか町にも店舗を設けていたが、トヨタ車種を取り扱う子会社「ひだかトヨタ自動車販売」に運営を譲渡した。その他、札幌市内のレクサス店(月寒)を運営していた。

## 沿革
1956年5月4日「札幌トヨペット販売株式会社」創業（札幌市中央区南6条西6丁目（現札幌トヨペット札幌店））。創業者は岩澤靖。（株）北海道興農公社の社長秘書であった岩澤は牛乳集配を馬車からトラックへ切り替えたことから自動車の将来性を感じ、1948年（昭和23年）10月、戦後第1号となる事業許可を得て、電気自動車3台、全従業員数5名で「金星自動車株式会社」を設立。その後、1950年（昭和25年）に「西山自動車工業株式会社」を設立。1956年（昭和31年）4月に岩澤がトヨタ自動車の販売権を獲得したのに伴い、西山自動車工業は社名変更し、自動車販売部門は札幌トヨペット（株）、石油製品を扱う部門は西山自動車興業（株）として分離独立した。札幌トヨペット販売（株）はトヨペット・ライト・トラック、トヨペット・マスターラインの2車種とこれの純正部品を取り扱うこととなった。社員は43名、セールスマンはわずか9名という少人数だった。
1957年（昭和32年）5月に社名を「札幌トヨペット株式会社」に変更。1966年（昭和41年）7月に「パブリカ道都株式会社（トヨタカローラ道都→現トヨタカローラ札幌）」、1968年（昭和43年）4月には「トヨタオート南札幌（現ネッツトヨタ札幌）」と「トヨタオート旭川（現ネッツトヨタ旭川）」の営業を開始。翌1969年（昭和44年）には「トヨタオート室蘭（現ネッツトヨタ苫小牧）」を設立。1967年（昭和42年）4月には「札幌大学」を開校。1967年（昭和42年）12月にはHTB（北海道テレビ）を開局する。1972年（昭和47年）4月には「トヨタレンタリース新札幌」が発足。
1969年9月に本社を札幌市豊平区月寒東1条14丁目に移転。当時、この土地の道路を挟んで向かいに月寒店を建設する予定であったが、地鎮祭に参加した岩澤が道路を挟んで反対側の広大な土地に目を付け、本社はここにすると決め、地鎮祭を途中で中止。本社社屋建設のために切り替えた。政商として鳴らした岩澤の人脈により、1969年の新本社社屋落成の際には北海道政財界の要人や重宗雄三、福田赳夫といった自民党重鎮が出席した。
1972年から1983年まで硬式野球部を持っており、1980年には第51回都市対抗野球大会で準優勝を果たした。
岩澤の仕手株の失敗などで経営が傾き、1981年3月に会社更生法適用申請。負債総額は329億円。1981年（昭和56年）3月24日、札幌地方裁判所に会社更生法の申し立てを行い、事実上の倒産に追い込まれる。1982年（昭和57年）3月に更生計画が認可され、再建に向けてのスタートが切られた。以降トヨタ自動車の直営販売会社となる。1988年（昭和63年）には年商300億円企業となる。
1999年（平成11年）11月クルマックス琴似がオープン。ショールームは常時40台を展示できるという、これまでにない広さを持つものだった。クルマックスには「くるま＝車」「くるまっ＝来る待つ（お客様に来ていただく、お待ちする）」「まっくす＝MAX（札幌最大、最高のショールーム）」「つくす＝お客様へ配慮する」の4つの意味が込められている。
2001年（平成13年）には自動車販売会社として道内初のISO14001の認証を受ける。
その後トヨタ自動車本社が株式を売却したため、2020年10月からトヨタカローラ札幌グループとなり、翌年にはトヨタカローラ札幌等とともに持株会社「アンビシャスグループ北海道」の傘下となった。トヨタ本社の直営販売会社はトヨタモビリティ東京のみとなった。
2024年10月1日、アンビシャスグループ北海道は傘下のトヨタカローラ札幌、札幌トヨペット、ネッツトヨタ函館の3社統合し、AGHトヨタ札幌株式会社を設立することを発表。2025年4月1日、トヨタカローラ札幌はAGHトヨタ札幌に社名変更し、同日付で札幌トヨペット、ネッツトヨタ函館を合併した。

## 店舗

### 石狩

#### 札幌市
- 札幌店 - 札幌市中央区南6条西6丁目9
- 山鼻店 - 札幌市中央区南17条西11丁目1-1
- 篠路店 - 札幌市北区篠路1条4丁目6-20
- 新琴似店 - 札幌市北区新琴似8条16丁目1-1
- 北店 - 札幌市東区北32条東1丁目5-15
- 東苗穂店 - 札幌市東区東苗穂8条3丁目1-2
- クルマックス元町店 - 札幌市東区北13条東15丁目3-10
- 白石店 - 札幌市白石区中央2条1丁目5-55
- 北郷店 - 札幌市白石区北郷4条9丁目2-17
- 厚別店 - 札幌市厚別区厚別中央2条1丁目2-33
- 月寒店 - 札幌市豊平区月寒東1条14丁目1-1
- 美しが丘店 - 札幌市清田区美しが丘4条5丁目2-1
- 藻岩店 - 札幌市南区南37条西11丁目7-3
- クルマックス琴似店 - 札幌市西区二十四軒3条7丁目4-21
- 発寒店 - 札幌市西区発寒13条3丁目7-48
- 手稲店 - 札幌市手稲区富丘3条5丁目1-40

#### その他石狩
- 江別店 - 江別市弥生町6-1
- 恵庭店 - 恵庭市和光町1丁目1-1
- 千歳店 - 千歳市青葉1丁目11-3

### 空知
- 岩見沢店 - 岩見沢市4条東13丁目6
- 滝川店 - 滝川市黄金町東2丁目1-5
  - トヨタカローラ札幌との共同店舗として運営していた由仁町の由仁店は、グループ入り後カローラ札幌の運営に一元化している。

### 後志
- 小樽店 - 小樽市奥沢1丁目24-23
- 余市店 - 余市郡余市町栄町44-1
- 岩内店 - 岩内郡共和町梨野舞納54-13
- 倶知安店 - 虻田郡倶知安町高砂224-7

### 胆振
- 室蘭店 - 室蘭市日の出町2丁目33-12
- 伊達店 - 伊達市末永町33-5
- クルマックス苫小牧店 - 苫小牧市柳町4丁目19-36
- 澄川店 - 苫小牧市澄川町2丁目1-1

### 日高
- 富川店 - 沙流郡日高町富川西2丁目1-9
  - 新ひだか町にあった静内店は、前述のひだかトヨタ自動車販売が店舗を運営している。

### 中古車販売店
- マックスパーク伏見 - 札幌市中央区南17条西18丁目1-40
- マックスパーク宮の沢 - 札幌市西区宮の沢1条3丁目2-11
- マックスパーク苫小牧 - 苫小牧市三光町1丁目1-3

### レクサス販売店
- レクサス月寒 - 札幌市豊平区月寒東1条14丁目1-2

### 法人営業部門
- AGH企業営業本部 - 札幌市豊平区平岸7条13丁目2-47(株式会社トヨタレンタリース新札幌本社内)　
  - トヨタカローラ札幌法人営業部・札幌トヨペット法人営業部・トヨタレンタリース新札幌リース部の3部門が、2023年7月に合併